# Leptosia nina
Espèce
Leptosia nina ou Piéride psyché est une espèce de lépidoptères (papillons) de la famille des Pieridae.

## Répartition et habitat
Son aire de répartition comprend l'Australie, l'Asie du Sud-Est, l'Inde et le sud de la Chine.
Ce papillon vit dans les fourrés de bambous.

## Description

### Papillon
La piéride psyché a un envergure moyenne de 4 à 5 cm. C'est un insecte diurne.

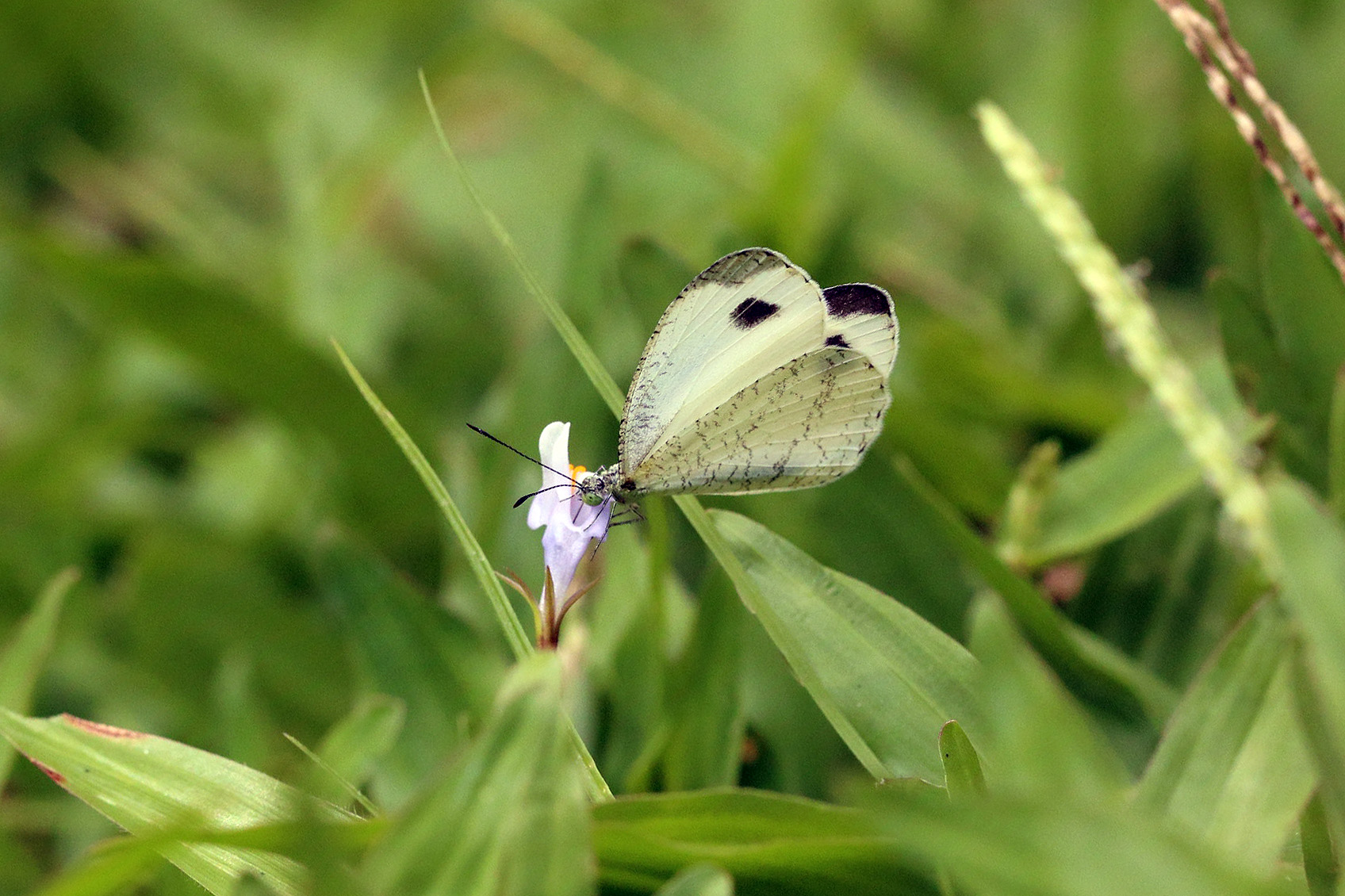
Piéride psyché, île de Bornéo

Elle est blanche avec des ailes arrondies. Ses ailes antérieures ont des marques noires.
Ce papillon vole bas, la plupart du temps à pas plus d'un mètre au-dessus du sol.

### Chenille
La chenille est vert clair et elle se développe sur des Capparis heyneana et des Crateva religiosa.